# Підрахунок голосів
Підрахунок голосів — визначена законом процедура підрахунку голосів виборців, громадян, які мають право брати участь у референдумі, на виборчій дільниці, на дільниці для голосування під час проведення референдуму.

Існують різні методи, за допомогою яких здійснюється підрахунок поданих виборчих бюлетенів на виборах.
Способи підрахунку різняться в залежності від виборчої системи, необхідності встановлення одного або кількох переможців.